# 新伊萬尼夫卡 (克里維里赫區)
新伊万尼夫卡（烏克蘭語：Новоіванівка），是烏克蘭中部第聶伯羅彼得羅夫斯克州克里維里赫區阿波斯托洛韦市镇内的村落。距離沃季亞涅2.5公里、斯洛維揚卡和彼得羅巴甫利夫卡3.5公里，海拔高度76米，2001年人口505。